# Червона в'язниця
Червона в'язниця — секретна передбачувана в'язниця, розташована під В'язниця Седная недалеко від Дамаск а в Сирії, керована сирійським урядом режиму Асада. В'язниця використовувалася для утримання тисяч ув'язнених. 
Вона знаходиться під землею та має 3-4 поверхи. 8 грудня 2024 р. в'язниця була виявлена повстанці, які змогли визволити ув'язнених з верхніх двох поверхів. на чотири поверху, але нижні відкрити не змогли, тому що для цього потрібно задіяти певні механізми, а всі тюремники пішли.
У квітні 2023 року представник Королівської канадської кінної поліції заявив про цю в'язницю: «Ми ніколи раніше про неї не чули».